# Saguache
Saguache és una població dels Estats Units, seu del comtat de Saguache, a l'estat de Colorado. Segons el cens del 2000 tenia 578 habitants.

## Demografia
Segons el cens del 2000, Saguache tenia 578 habitants, 262 habitatges, i 160 famílies. La densitat de població era de 587,3 habitants per km².
Dels 262 habitatges en un 26% hi vivien nens de menys de 18 anys, en un 45,4% hi vivien parelles casades, en un 12,2% dones solteres, i en un 38,9% no eren unitats familiars. En el 33,6% dels habitatges hi vivien persones soles el 17,2% de les quals corresponia a persones de 65 anys o més que vivien soles. El nombre mitjà de persones vivint en cada habitatge era de 2,14 i el nombre mitjà de persones que vivien en cada família era de 2,73.
Per edats la població es repartia de la següent manera: un 23% tenia menys de 18 anys, un 5,2% entre 18 i 24, un 25,8% entre 25 i 44, un 28,5% de 45 a 60 i un 17,5% 65 anys o més.
L'edat mediana era de 41 anys. Per cada 100 dones de 18 o més anys hi havia 91 homes.
La renda mediana per habitatge era de 21.544 $ i la renda mediana per família de 30.221 $. Els homes tenien una renda mediana de 24.306 $ mentre que les dones 17.917 $. La renda per capita de la població era de 14.139 $. Entorn del 13,7% de les famílies i el 18,7% de la població estaven per davall del llindar de pobresa.

## Poblacions més properes
El següent diagrama mostra les poblacions més properes.